# موتوهیرو یاماگوچی
موتوهیرو یاماگوچی (به انگلیسی: Motohiro Yamaguchi) بازیکن فوتبال اهل ژاپن و عضو تیم ملی فوتبال ژاپن است که در تاریخ ۰۶ ژانویه ۱۹۹۵ میلادی اولین بازی ملی‌اش را انجام داد. او در ۵۸ بازی ملی حضور داشت و آخرین بازی ملی خود را در تاریخ ۲۶ ژوئن ۱۹۹۸ میلادی انجام داد. موتوهیرو یاماگوچی در بازی‌های ملی‌اش
۴ گل به ثمر رساند.